# Saverio Marra
Saverio Marra (San Giovanni in Fiore, 10 settembre 1894 – San Giovanni in Fiore, 17 ottobre 1978) è stato un fotografo italiano.

## Biografia
Primogenito di una famiglia borghese contadina nacque nel 1894, fin dall'infanzia dimostrò curiosità ed interesse per tutte le manifestazioni tecniche e le innovazioni tecnologiche: infatti, utilizzando i pochi mezzi a disposizione, si costruì diversi utensili, tra cui una bicicletta ed un fucile; prima di scoprire la passione per la fotografia si cimentò in molteplici attività. Fu ingaggiato dal Genio militare nel 1912 - 1913 per la realizzazione di alcune costruzioni civili da realizzare in Libia. Qui l'esperienza militare fece parte di un'ampia pagina della sua vita, infatti incontrerà in Libia tecnici specialistici che lo condurranno all'arte della fotografia.
Rientrato in Italia fu assegnato al 71º Reggimento di Fanteria di stanza a Venezia. Col passare del tempo la vita militare cominciò a pesargli, ma riuscì a trovare, nella fotografia, lo svago ideale. Trasferito presso il Servizio sanitario, conobbe il capitano medico Caputo, che gli trasmise la passione per la fotografia. Durante la militanza al Servizio sanitario, Marra cominciò a riprendere e fotografare interventi chirurgici, feriti e degenti. Finita la prima guerra mondiale, nel 1919 rientrò in Calabria andando a lavorare presso l'azienda agricola del barone Barracco, dove lavorava il padre Francesco, in qualità di fattore e dove già aveva lavorato il nonno paterno, Saverio. Qui rimase fino al congedo definitivo dalla leva militare. Ritornò a San Giovanni per aprire una bottega di carpentiere, ma nello stesso tempo riuscì a trovare uno spazio da dedicare alla sua passione per la fotografia. Nelle vicinanze della bottega aprì la sala da fotografo dove custodire le preziose macchine che pian piano cominciò ad acquistare. Nel 1920 sposò Maria Piccolo, dalla quale ebbe 4 figli, andando ad abitare nella casa del suocero in via Florens. La sua attività di fotografo divenne sempre più ricca e cospicua. Vicino alla propria bottega, trasferita dal vecchio rione, al rione Costa, cominciò ad eseguire foto-ritratti e fototessere, mentre sempre più frequenti divennero i suoi viaggi nelle campagne circostanti San Giovanni in Fiore e il marchesato crotonese, per fotografare paesaggi e momenti importanti della vita sociale, quali fiere, matrimoni e feste patronali.

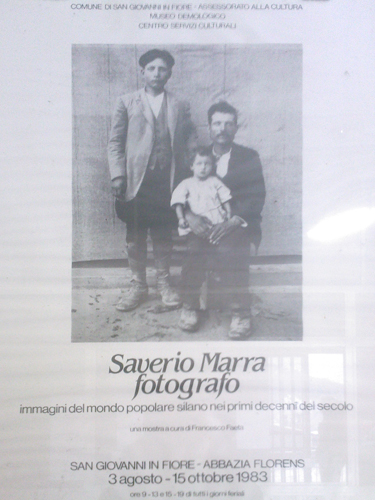
Locandina Mostra di Saverio Marra
Si abbonò alla rivista "Il Progresso Fotografico", procurandosi altre riviste tecniche, trascorrendo molte notti ad apprendere le migliori tecniche fotografiche e di stampa, stampando inoltre, molti dei lavori che produceva durante il giorno. Le attrezzature che acquistava erano sempre più tecnologiche e professionali, e portarono al continuo affinamento delle sue capacità tecniche.
Nonostante la passione per la fotografia gli occupasse molto tempo, riuscì, contemporaneamente e senza troppi problemi, a portare avanti la fotografia ed il suo lavoro di carpentiere.
Prima dell'epoca dei supermercati e dei negozi, le famiglie meridionali gestivano autonomamente e con previdenza i loro approvvigionamenti: facevano il pane in casa, facevano provvista dei frutti della terra quando era stagione e molte di loro avevano un pezzo di terra che coltivavano contemporaneamente alla loro attività professionale. Saverio Marra, provenendo da una famiglia impegnata in agricoltura e con un suocero a sua volta agricoltore, apprese da questi le tecniche dell'agricoltura, applicate nei terreni di Meteriri e Misuolo, che poi estese all'esercizio dell'apicoltura. L'attività di carpentiere consisteva soprattutto nel dotare di cerchioni metallici di rinforzo le ruote dei grandi carri a trazione animale "traini" allora in uso; con l'avvento della motorizzazione, quel tipo di lavoro andò inesorabilmente ad esaurirsi, per cui Saverio Marra cercò, con poca fortuna, di avviare altre attività: vendita di apparecchi radio, vendita di motociclette. Una svolta significativa nella sua attività di fotografo venne dal governo che obbligò tutti i cittadini a munirsi di documento di identità con fotografia "la tessera", ciò gli procurò una grande mole di lavoro, per cui, chiusa la bottega di carpentiere, trasferì nella casa di via Florens tutte le sue attrezzature, realizzando un vero e proprio studio fotografico professionale con tanto di sala posa e di sala esposizione.
La sala posa fu realizzata studiando le migliori tecniche professionali dell'epoca. Scelse, della propria abitazione, la sala con la migliore esposizione solare. Vi si trovava infatti un lucernario e delle finestre laterali per meglio far entrare la luce naturale. Sul pavimento, dopo studi matematici da lui effettuati, tracciò delle linee e un reticolo di punti corrispondenti alle zone di esposizione ottimale, a seconda dell'ora del giorno in cuì il soggetto doveva essere fotografato. Successivamente integrerà, alla luce solare, anche la luce artificiale, con l'acquisto di alcune lampade.
L'attività di fotografo si protrasse per tutto l'arco della seconda guerra mondiale, con varie commissioni che vennero a lui affidate.
Finita la guerra, Saverio Marra decise di abbandonare l'attività di fotografo, profondamente segnato dall'esperienza avuta in quel periodo. In paese nel frattempo cominciarono ad aprirsi nuovi studi fotografici, e dunque anche la presenza dell'abile fotografo venne sempre meno richiesta. Inoltre le condizioni fisiche non erano delle migliori, e progressivamente la vista cominciava ad abbandonarlo, rendendogli molto faticose le proiezioni fotografiche.
Utilizzando un terreno agricolo in Comune di Altilia, località Caria, ricevuto dal padre quale liquidazione dell'attività svolta a servizio del barone Barracco, si dedicò a migliorarlo e, con i contributi dell'allora Cassa del Mezzogiorno, vi costruì un'abitazione rurale, vi scavò un pozzo con annessa vasca di accumulo per irrigare; questa nuova impresa agricola divenne la sua attività principale, tanto da ritirarvisi a vivere. La vita di produttore ed agricoltore lo rivitalizzò sotto l'aspetto fisico, tant'è che in alcune occasioni, anche se in maniera poco entusiastica, su richiesta di alcuni parenti, si concesse alla sua vecchia passione, riprendendo l'attività fotografica per alcune cerimonie familiari, anche in età molto avanzata.
Morì il 17 ottobre del 1978, lasciando una produzione di oltre 2.500 lastre in vetro ed uno studio fotografico rimasto intatto per molti anni a seguire.
Dopo la sua morte, il professor Francesco Faeta, con la collaborazione del figlio Donato Marra e del nipote Pietro Mario Marra, allora responsabile del Museo Demologico, dell'economia e della storia sociale silana di San Giovanni in Fiore, ordinarono il patrimonio iconografico delle 2500 lastre fotografiche, da cui il professore ricavò il libro "Saverio Marra fotografo: immagini del mondo popolare silano nei primi decenni del secolo" ed il film  "La stanza della memoria".  Studiato e fotografato da un altro fotografo della città, Mario Iaquinta, e riconosciuto come emblema puro dell'arte fotografica.

## Politica
Saverio Marra all'inizio della sua carriera, si ritenne apartitico e apolitico per molto tempo, ma dopo l'avvento del fascismo, e l'ingresso dell'Italia in guerra si dichiarò apertamente antifascista. L'avvento del fascismo segnerà profondamente il lavoro di Marra oltreché la stessa sua persona. Le squadracce di fascisti che si formano in paese, il movimento politico del luogo e soprattutto il verificarsi di una limitazione della sua libertà sociale, faranno prendere al fotografo silano, la decisione di dichiararsi apertamente antifascista, e lo studio del fotografo diverrà luogo di ritrovo di antifascisti militanti. Questa situazione colpirà non poco Marra e tutto il suo lavoro. Molto frequenti saranno infatti, le visite e le ispezioni e le perquisizioni dello studio da parte dei fascisti del luogo, alla ricerca di documenti e materiale di propaganda antifascista, facendo sì che Marra venne diffidato in molte occasioni. Non solo la vita di Marra ma anche il suo lavoro subì profonde mutazioni. Essendo egli l'unico fotografo del paese, dovette, anche con la forza, fotografare i comizi e tutte le manifestazioni che i gerarchi fascisti silani programmavano e realizzavano in paese.

## Mostre
Le opere di Marra sono state utilizzate in varie mostre in tutta Italia, organizzate dal Museo Demologico di San Giovanni in Fiore. Due, però, sono le mostre ufficiali dedicate al fotografo: la prima si tenne nel paese natio del fotografo a San Giovanni in Fiore nel 1983 presso il, mentre una seconda mostra si tenne a Roma, nel 1984 presso il museo di Palazzo Braschi.
Il fotografo Mario Iaquinta nel 1980, anche grazie alla sua passione per la fotografia, fu l'iniziatore della sistematica riproduzione delle lastre di Saverio Marra, ed è grazie a lui, in collaborazione con il prof. Francesco Faeta, che fu portata alla luce la grande ed importante opera che il Marra produsse nel corso di alcuni decenni.
Una selezione di queste immagini è esposta permanentemente nel Museo Demologico di San Giovanni in Fiore.

## Opere su Marra
- a cura di Francesco Faeta con contributi di Francesco Faeta, Marina Malabotti, Marina Miraglia, Saverio Marra fotografo: immagini del mondo popolare silano nei primi decenni del secolo, Electa, Milano, 1984
- a cura di Francesco Faeta Gente di San Giovanni in Fiore. Sessanta ritratti di Saverio Marra, Ediz. italiana e inglese, Alinari IDEA, Firenze, 2007
- Emilio Arnone, Lo specchio di carta – Marra/Emilio Arnone fotografie 1929-2009, Edizioni Librare, San Giovanni in Fiore, Stampa Zaccara Cosenza, 2009